# Naomi Woods
Naomi Woods (Miami Beach, Florida; 1 de junio de 1996) es una actriz pornográfica y modelo erótica estadounidense.

## Biografía
Woods, nombre artístico de Elissa Alexis, nació en junio de 1996 en la ciudad de Miami Beach, en el estado de Florida. No se sabe mucho acerca de su biografía antes de 2015, año en que a sus 19 años decide entrar en la industria pornográfica.
Desde sus comienzos, como actriz ha trabajado para estudios como Bang Bros, Brazzers, Naughty America, Girlfriends Films, Mofos, Reality Kings, Lethal Hardcore, Jules Jordan Video, Evil Angel, Vixen, X-Art, Hard X o Blacked.
En enero de 2017 fue elegida Pet of the Month de la revista Penthouse.
Algunas películas de su filmografía son Boober Drivers, Creeping Tom 2, Cute Little Things, Daddy And Me, Father Daughter Bonding, Interracial Threesomes 3, Shared For The First Time o Super Cute 4.
Ha grabado más de 180 películas como actriz.

## Premios y nominaciones
| Año  | Ceremonia                   | Resultado | Premio                             | Trabajo |
| ---- | --------------------------- | --------- | ---------------------------------- | ------- |
| 2016 | Spank Bank Awards           | Nominada  | Fun Sized Fuck Bunny               | —       |
| 2016 | Spank Bank Awards           | Nominada  | Most Adorable Slut                 | —       |
| 2016 | Spank Bank Awards           | Nominada  | Pretty In Pink                     | —       |
| 2016 | Spank Bank Awards           | Nominada  | Prettiest Girl In Porn             | —       |
| 2016 | Spank Bank Awards           | Nominada  | Smooth As Silk                     | —       |
| 2017 | Premios AVN                 | Nominada  | Premio fan: Debutante más caliente | —       |
| 2017 | Spank Bank Awards           | Nominada  | Best DSL                           | —       |
| 2017 | Spank Bank Awards           | Nominada  | Prettiest Girl In Porn             | —       |
| 2017 | Spank Bank Awards Technical | Ganadora  | Most Innocent Looking Sex Fiend    | —       |
| 2018 | Premios AVN                 | Nominada  | Premio fan: Culo más épico         | —       |
| 2018 | Spank Bank Awards           | Nominada  | Best DSL                           | —       |
| 2018 | Spank Bank Awards           | Nominada  | Customs Specialist of the Year     | —       |
| 2018 | Spank Bank Awards           | Nominada  | Snapchat Sweetheart of the Year    | —       |
| 2019 | Premios AVN                 | Nominada  | Premio fan: Estrella mediática     | —       |
| 2019 | Spank Bank Awards           | Nominada  | Best DSL                           | —       |
| 2019 | Spank Bank Awards           | Nominada  | Dirty Cheerleader of the Year      | —       |
| 2019 | Spank Bank Awards           | Nominada  | Sage of 69                         | —       |